# Prowincja Chumphon
Chumphon (taj. ชุมพร) – jedna z prowincji (changwat) Tajlandii. Sąsiaduje z prowincjami Prachuap Khiri Khan, Surat Thani i Ranong oraz z Mjanmą (prowincja Taninthayi).